# Vila Paranaguá
Vila Paranaguá é um bairro no distrito de Ermelino Matarazzo. na cidade de São Paulo.